# 三標魮
三標魮（学名：Barbus trinotatus）為輻鰭魚綱鯉形目鯉科的一個種。該物種於1936年由Henry Weed Fowler描述，分布於非洲剛果河流域，體長可達8.6公分。

## 扩展阅读
維基物種上的相關：三標魮